# داگانبوییان
داگانبوییان (به لاتین: Daganbhuiyan) یک منطقهٔ مسکونی در بنگلادش است که در داگنبوییان واقع شده‌است. داگانبوییان ۱۴٫۴ کیلومتر مربع مساحت و ۳۳٬۵۷۴ نفر جمعیت دارد.